# Burg Lichtenstein (Osterode am Harz)
Die Burg Lichtenstein ist eine Burgruine zwischen den Osteroder Ortsteilen Förste und Dorste in Niedersachsen. Sie wurde 1404 erstmals urkundlich als Eigentum der Herzöge von Grubenhagen erwähnt. Heute sind von der Anlage nur noch der Burghügel, der Burggraben und ein kleines Teilstück der Ringmauer aus hellem Gipsstein vorhanden.

## Lage und Beschreibung
Die Reste der Höhenburg liegen westlich des Harzes auf der bewaldeten Bergkuppe des 260,9 m ü. NN hohen Lichtensteins. Sie befindet sich zwischen Förste im Norden, Osterode im Ostnordosten, Ührde im Südosten und Dorste im Südsüdwesten.
Die Burg stand auf einem kreisrunden Burghügel von etwa 50 m Durchmesser, der vermutlich künstlich aufgeschüttet wurde. Mit einem umgebenden Ringgraben und einem weiteren vorgelagerten Wall hat die gesamte Anlage einen Durchmesser von etwa 90 m. Der einzige steinerne Rest der Anlage ist ein Mauerstück aus hellen Gipssteinen an der Nordseite des Burghügels. Er ist 9 m lang, 4,5 m hoch und hat eine Stärke von 1 m. Mauerfundamente lassen darauf schließen, dass der Steinrest zu einer Ringmauer gehörte, die den gesamten Burghügel umschloss. Wegen der hellen Steine ihrer Außenmauer wurde die Burg früher auch Silberburg genannt. Archäologische Untersuchungen des Burgplatzes, unter anderem zur Feststellung von weiteren Steinbauten, sind bisher noch nicht vorgenommen worden.

## Geschichte
Die Burg wurde urkundlich erstmals 1404 erwähnt. Frühere Schreibweisen waren Lechtensteyn und auch Lechtenstein. 1404 und 1406 wurde die Burg als Eigentum von Herzog Erich I. von Grubenhagen urkundlich bezeugt. Anderen, nicht verbürgten Quellen zufolge soll die Burg bereits Mitte des 13. Jahrhunderts bestanden haben, als auf ihr Angehörige des Adelsgeschlechtes der von Letgast Burgmannendienste geleistet hätten. Sie wird in dieser Zeit unter den Schlössern des Herzogs Heinrich des Wunderlichen genannt und soll im Krieg zwischen dem Landgrafen von Thüringen Friedrich III. und Albrecht I. von Grubenhagen 1365 zerstört worden sein.

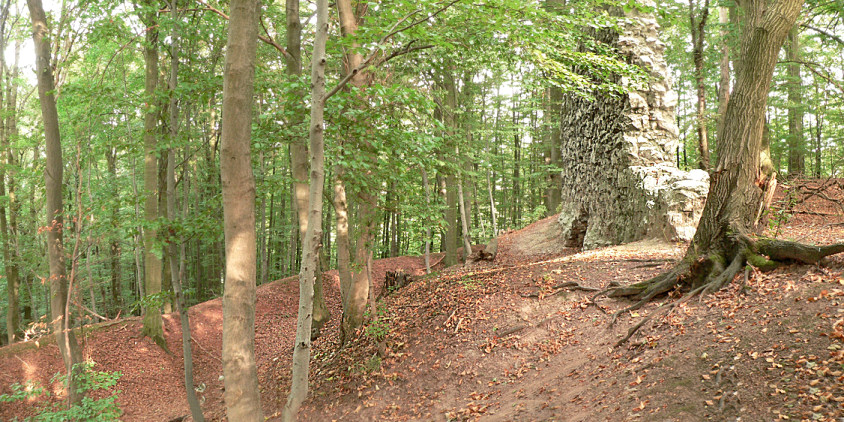
Letzter Mauerrest der Burg aus hellen Gipssteinen, links der Burggraben

Während des 15. Jahrhunderts wurde die Burganlage an verschiedene Ritter verpfändet, darunter auch den Raubritter Herwig von Utze, welcher zu einem alten Lünebürger Adelsgeschlecht zählte. Als er 1438 Goslar überfiel, hatte das kurz darauf einen Kriegszug gegen ihn zur Folge, welche durch einen Bericht des Stadtrats an Hans von Roringen am 4. Oktober 1439 angekündigt wird. Urkundlich wird am 24. Oktober 1439 erwähnt, dass dabei die Burg Lichtenstein erobert, abgebrannt, aber bald wieder aufgebaut worden sein soll. In der Folgezeit entstanden Streitigkeiten bezüglich der Zugehörigkeit der Burg, welche zwar den Herzögen von Grubenhagen gehörte, allerdings durch die Heerfahrt gegen Herwig von Utze momentan im Besitz der Stadt Goslar war. Eine Versöhnung konnte erst am 7. April 1442 erreicht werden, unter dem Schiedsspruch der Stadt Osterode. 1481 wurde die Burg an den Grubenhagenschen Ritter Ludolf von der Linde verpfändet. Eine weitere Verpfändung ist aus 1507 bekannt, als Elisabeth, die Witwe von Herzog Albrecht II, und ihre Söhne Philipp und Erich, die Burg an Hans und Albrecht von Leuthorst (oder Lauthorst) für 400 Gulden vermachte. Die Burg war zwischenzeitlich bis zum 25. November 1507 an Ludolf von der Linde und dessen Neffen, Joachim von der Linde verpfändet gewesen. Eine letzte urkundliche Nennung der Burg erfolgte 1567 als Herzog Wolfgang von Grubenhagen seinem Bruder Philipp nach Bedarf Brennholz aus dem Lichtenstein zur Verfügung stellt. Das lässt darauf schließen, dass wegen der ausschließlichen Nennung des gleichnamigen Forstgebietes die Burg nicht mehr bestand.
Nach dem Dreißigjährigen Krieg diente die Burgruine dem Räuber Hans Warnecke aus Eisdorf als Unterschlupf.
Er trieb sein Unwesen im Harzvorland und griff jeden Uniformierten an. Er fand nach dem Krieg nicht mehr zu einem geordneten Leben, als Soldaten seine Familie nach der Schlacht bei Lutter töteten. Der Sage nach wurde er in Osterode gefangen und zum Tode durch Vierteilung verurteilt.

## Lichtensteinhöhle
1972 suchten drei Heimatforscher aus Osterode nach einem möglichen Geheimgang oder Fluchtstollen unterhalb der Burg. Wenige hundert Meter talwärts fanden sie einen engen 50 m langen unterirdischen Gang, bei dem es sich aber um eine bisher nicht entdeckte Naturhöhle handelte. Sie erhielt zunächst den Namen Rotkamp-Höhle, wurde aber später in Lichtensteinhöhle umbenannt.